# Amalia di Oldenburg
Amalia di Oldenburg (in greco: Αμαλία του Όλντενμπουργκ, Βασίλισσα της Ελλάδος; Oldenburg, 21 dicembre 1818 – Bamberga, 20 maggio 1875) fu regina consorte di Grecia dal 1836 al 1862 come moglie di Ottone di Grecia.
In quanto figlia del duca Paolo Federico Augusto di Oldenburg (in seguito Granduca di Oldenburg come Augusto I), fu insignita alla nascita del titolo di Duchessa di Oldenburg (titolo in seguito mai utilizzato in Grecia).
Arrivata in Grecia nel 1837, conquistò inizialmente il cuore dei greci con la sua piacevole bellezza. Dopo che la Regina divenne più coinvolta politicamente, tuttavia, diventò il bersaglio di duri attacchi, e la sua immagine fu offuscata ulteriormente quando si rivelò non in grado di dare alla luce un erede. Dopo una rivolta, la regina Amalia e suo marito furono espulsi dalla Grecia nel 1862. Trascorse il resto dei suoi anni in esilio in Baviera.

## Biografia

### Infanzia
La duchessa Amalia nacque a Oldenburg, capitale del Ducato di Oldenburg, il 21 dicembre 1818. Era la primogenita del duca Paolo Federico Augusto di Oldenburg, dal 1829 granduca di Oldenburg come Augusto I, e della sua prima moglie, la principessa Adelaide di Anhalt-Bernburg-Schaumburg-Hoym.

### Matrimonio
Il 22 dicembre 1836, la duchessa Amalia sposò Ottone di Grecia a Oldenburg. Secondo figlio maschio di re Luigi I di Baviera, il principe Ottone di Baviera era stato nominato re del neonato Regno di Grecia nel 1833.

### Regina consorte di Grecia

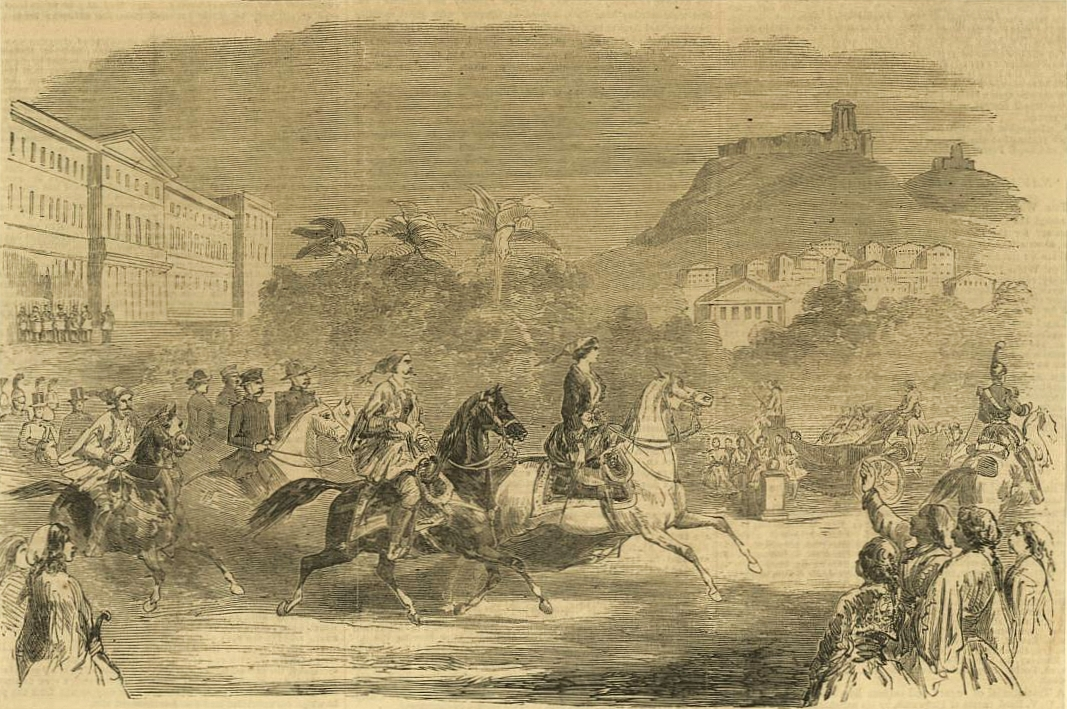
Re Ottone e la regina Amalia durante una cavalcata per le vie di Atene.

Durante i primi anni della nuova monarchia, la regina Amalia con la sua vivacità portò con sé uno spirito di modernità e progresso nel paese impoverito: lavorò attivamente per il miglioramento sociale e la creazione di giardini pubblici ad Atene, e in un primo momento conquistò il cuore dei Greci con la sua bellezza spontanea. La città di Amaliada nell'Elea, ed il villaggio di Amaliapolis nella Magnesia, furono così chiamate in onore della regina. Introdusse per prima l'albero di Natale in Grecia.

#### Attività politica
Quando re Ottone e i suoi consiglieri bavaresi divennero più invischiati nelle lotte politiche contro le forze politiche greche, anche la regina diventò più politicamente coinvolta. Diventò il bersaglio di duri attacchi e la sua immagine fu offuscata ulteriormente quando cominciò ad essere palese che non avrebbe mai potuto dare al paese un erede al trono. Inoltre, durante tutto il regno di suo marito, rimase cattolico in un paese quasi universalmente ortodosso.

#### Influenza nell'abbigliamento

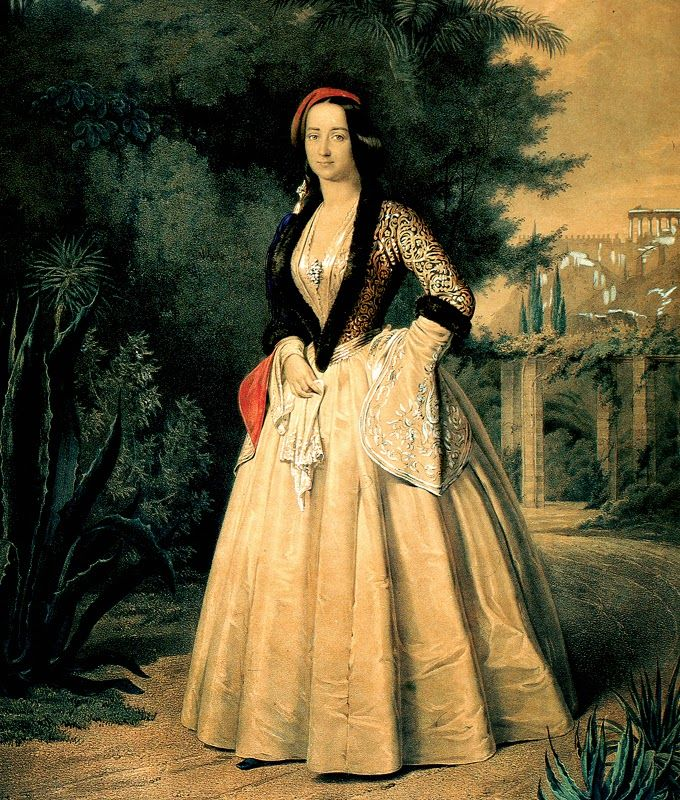
Un ritratto della regina Amalia di Grecia in cui indossa la "φορεσιά Αμαλία" (foresiá Amalía).

Quando arrivò in Grecia come regina consorte nel 1837, ebbe un impatto immediato sulla vita sociale e nella moda. Si rese conto che il suo abbigliamento doveva emulare quello del suo nuovo popolo, e così creò un abito romantico di corte dal gusto più rustico, che divenne il costume nazionale greco ancora noto come "φορεσιά Αμαλία" (foresiá Amalía ). Quest'abito seguiva i dettami dello stile Biedermeier, con una camicia non aderente di cotone bianco o in seta, spesso decorata con del pizzo al collo e attorno alle mani, sopra cui era indossata una giacca o gilet riccamente ricamati, di solito di colore blu scuro o di velluto bordeaux. La gonna era lunga alla caviglia, di seta plissettata non pressata, di colore di solito azzurro. Era completato con un cappuccio morbido o un fez con una sola nappa lunga di seta dorata, tradizionalmente indossato dalle donne sposate, o con il kalpaki (un toque) per le donne nubili, e qualche volta con un velo nero per la chiesa. Questo abito divenne l'abbigliamento abituale di tutte le donne cristiane di città sia nelle terre occupate dell'Impero ottomano che nelle terre balcaniche liberate a nord fino a Belgrado.

#### Tentativo di assassinio
Nel settembre 1861, uno studente universitario di nome Aristeidis Dosios (figlio del politico Konstantinos Dosios) tentò di assassinare senza successo la regina. Fu condannato a morte, ma la regina intervenne, e così fu graziato e condannato al carcere a vita. Fu salutato come un eroe per il suo tentativo da parte di alcune fazioni, ma l'attentato provocò anche, tra la gente, sentimenti spontanei di simpatia verso la coppia reale.

#### Espulsione
Poco più di un anno dopo, mentre la coppia reale era in visita nel Peloponneso, avvenne una rivolta ad Atene. Le grandi potenze europee che avevano sostenuto Ottone li esortarono a non resistere ed il regno giunse al termine. Lasciarono la Grecia a bordo di una nave da guerra britannica, con le insegne reali greche che avevano portato con sé.
È stato ipotizzato che se Amalia avesse partorito un erede, il re non sarebbe stato rovesciato, poiché la successione, al momento della rivolta, era anche una delle maggiori questioni irrisolte. È anche vero, però, che la Costituzione del 1843 prevedeva che, in caso di mancata discendenza, a succedergli fossero i suoi due fratelli minori e i loro discendenti.

### Esilio
Re Ottone e la regina Amalia trascorsero il resto dei loro anni in esilio in Baviera. Decisero di parlare greco ogni giorno tra le 6 e le 8 per ricordare il loro periodo in Grecia.

#### Morte
Re Ottone morì nel 1867. La regina Amalia sopravvisse a suo marito per quasi otto anni e morì a Bamberga il 20 maggio 1875. Fu sepolta nella Theatinerkirche a Monaco di Baviera, accanto al re.
Dopo la morte, l'autopsia rivelò che aveva sofferto della sindrome di Rokitansky, una malformazione congenita nelle donne caratterizzata da un alterato sviluppo dei dotti di Müller, cui consegue l'assenza dell'utero e delle tube di Falloppio.

## Ascendenza
|                                                |                                                |                                                      | Genitori                                                    |  |  | Nonni |  |  | Bisnonni                             |  |  | Trisnonni                             |  |
|                                                |                                                |                                                      |                                                             |  |  |       |  |  | Giorgio Ludovico di Holstein-Gottorp |  |  | Cristiano Augusto di Holstein-Gottorp |  |
|                                                |                                                |                                                      |                                                             |  |  |       |  |  | Giorgio Ludovico di Holstein-Gottorp |  |  | Cristiano Augusto di Holstein-Gottorp |  |
|                                                |                                                | Albertina Federica di Baden-Durlach                  |                                                             |  |  |       |  |  | Giorgio Ludovico di Holstein-Gottorp |  |  |                                       |  |
| Pietro I di Oldenburg                          |                                                |                                                      |                                                             |  |  |       |  |  | Giorgio Ludovico di Holstein-Gottorp |  |  |                                       |  |
|                                                |                                                | Sofia Carlotta di Schleswig-Holstein-Sonderburg-Beck | Federico Guglielmo II di Schleswig-Holstein-Sonderburg-Beck |  |  |       |  |  |                                      |  |  |                                       |  |
|                                                |                                                | Sofia Carlotta di Schleswig-Holstein-Sonderburg-Beck | Federico Guglielmo II di Schleswig-Holstein-Sonderburg-Beck |  |  |       |  |  |                                      |  |  |                                       |  |
|                                                |                                                | Sofia Carlotta di Schleswig-Holstein-Sonderburg-Beck | Ursula Anna von Dohna-Shlobitten                            |  |  |       |  |  |                                      |  |  |                                       |  |
| Augusto I di Oldenburg                         |                                                | Sofia Carlotta di Schleswig-Holstein-Sonderburg-Beck |                                                             |  |  |       |  |  |                                      |  |  |                                       |  |
|                                                |                                                | Federico II Eugenio di Württemberg                   | Carlo I Alessandro di Württemberg                           |  |  |       |  |  |                                      |  |  |                                       |  |
|                                                |                                                | Federico II Eugenio di Württemberg                   | Carlo I Alessandro di Württemberg                           |  |  |       |  |  |                                      |  |  |                                       |  |
|                                                |                                                | Federico II Eugenio di Württemberg                   | Maria Augusta di Thurn und Taxis                            |  |  |       |  |  |                                      |  |  |                                       |  |
| Federica Elisabetta di Württemberg             |                                                | Federico II Eugenio di Württemberg                   |                                                             |  |  |       |  |  |                                      |  |  |                                       |  |
|                                                |                                                | Federica Dorotea di Brandeburgo-Schwedt              | Federico Guglielmo di Brandeburgo-Schwedt                   |  |  |       |  |  |                                      |  |  |                                       |  |
|                                                |                                                | Federica Dorotea di Brandeburgo-Schwedt              | Federico Guglielmo di Brandeburgo-Schwedt                   |  |  |       |  |  |                                      |  |  |                                       |  |
|                                                |                                                | Federica Dorotea di Brandeburgo-Schwedt              | Sofia Dorotea di Prussia                                    |  |  |       |  |  |                                      |  |  |                                       |  |
| Amalia di Oldenburg                            |                                                | Federica Dorotea di Brandeburgo-Schwedt              |                                                             |  |  |       |  |  |                                      |  |  |                                       |  |
|                                                | Carlo Luigi di Anhalt-Bernburg-Schaumburg-Hoym | Vittorio I di Anhalt-Bernburg-Schaumburg-Hoym        |                                                             |  |  |       |  |  |                                      |  |  |                                       |  |
|                                                | Carlo Luigi di Anhalt-Bernburg-Schaumburg-Hoym | Vittorio I di Anhalt-Bernburg-Schaumburg-Hoym        |                                                             |  |  |       |  |  |                                      |  |  |                                       |  |
|                                                | Carlo Luigi di Anhalt-Bernburg-Schaumburg-Hoym | Carlotta Luisa di Isenburg-Birstein                  |                                                             |  |  |       |  |  |                                      |  |  |                                       |  |
| Vittorio II di Anhalt-Bernburg-Schaumburg-Hoym | Carlo Luigi di Anhalt-Bernburg-Schaumburg-Hoym |                                                      |                                                             |  |  |       |  |  |                                      |  |  |                                       |  |
|                                                |                                                | Eleonora di Solms-Braunfels                          | Federico Guglielmo di Solms-Braunfels                       |  |  |       |  |  |                                      |  |  |                                       |  |
|                                                |                                                | Eleonora di Solms-Braunfels                          | Federico Guglielmo di Solms-Braunfels                       |  |  |       |  |  |                                      |  |  |                                       |  |
|                                                |                                                | Eleonora di Solms-Braunfels                          | Sofia Maddalena di Solms-Laubach                            |  |  |       |  |  |                                      |  |  |                                       |  |
| Adelaide di Anhalt-Bernburg-Schaumburg-Hoym    |                                                | Eleonora di Solms-Braunfels                          |                                                             |  |  |       |  |  |                                      |  |  |                                       |  |
|                                                |                                                | Carlo Cristiano di Nassau-Weilburg                   | Carlo Augusto di Nassau-Weilburg                            |  |  |       |  |  |                                      |  |  |                                       |  |
|                                                |                                                | Carlo Cristiano di Nassau-Weilburg                   | Carlo Augusto di Nassau-Weilburg                            |  |  |       |  |  |                                      |  |  |                                       |  |
|                                                |                                                | Carlo Cristiano di Nassau-Weilburg                   | Augusta Federica Guglielmina di Nassau-Idstein              |  |  |       |  |  |                                      |  |  |                                       |  |
| Amalia di Nassau-Weilburg                      |                                                | Carlo Cristiano di Nassau-Weilburg                   |                                                             |  |  |       |  |  |                                      |  |  |                                       |  |
|                                                |                                                | Carolina d'Orange-Nassau                             | Guglielmo IV di Orange-Nassau                               |  |  |       |  |  |                                      |  |  |                                       |  |
|                                                |                                                | Carolina d'Orange-Nassau                             | Guglielmo IV di Orange-Nassau                               |  |  |       |  |  |                                      |  |  |                                       |  |
|                                                |                                                | Carolina d'Orange-Nassau                             | Anna di Hannover                                            |  |  |       |  |  |                                      |  |  |                                       |  |
|                                                |                                                | Carolina d'Orange-Nassau                             |                                                             |  |  |       |  |  |                                      |  |  |                                       |  |

## Titoli e trattamento
- 21 dicembre 1818 – 20 maggio 1875: Sua Altezza, la duchessa Amalia di Oldenburg, principessa di Holstein-Gottorp
- 22 dicembre 1836 – 23 ottobre 1862: Sua Maestà, la Regina di Grecia
- 23 ottobre 1862 – 20 maggio 1875: Sua Maestà, la regina Amalia di Grecia